# Venă azygos
Vena azygos este o venă care se desfășoară pe partea dreaptă a coloanei vertebrale toracice și se varsă în vena cavă superioară. Conectează sistemele venei cave superioare și ale venei cave inferioare și poate oferi o cale alternativă pentru sânge către atriul drept, atunci când oricare dintre venele cave este blocată.  

## Anatomie
Vena azygos transportă sânge neoxigenat din pereții posteriori ai toracelui și abdomenului către vena cavă superioară. Anatomia acestui vas de sânge poate fi destul de variabilă. În unele cazuri rare, de exemplu, drenează și venele toracice, venele bronșice și chiar venele gonadelor. Vena este numită astfel, deoarece nu are venă simetric echivalentă pe partea stângă a corpului. Sistemul azygos este considerat a fi vena azygos situată de la coasta numărul 2 până la coasta numărul 4, în timp ce în partea stângă a corpului, vena hemiazygos și vena accesorie hemiazygos formează împreună sistemul venos analog. Vena azygos se formează prin unirea venelor lombare ascendente cu venele subcostale drepte la nivelul vertebrei toracice a XII-a, ascendent în mediastinul posterior și ajungând peste bronhia principală dreaptă, posterior la rădăcina plămânului drept pentru a se alătura venei cave superioare. Acest "arc al venei azygos" (arcus venae azygos) este un reper anatomic important. Ca o variație anatomică la 1-2% din populație, arcul poate fi deplasat lateral, creând astfel un sept pleural care separă un lob azygos de lobul superior al plămânului drept. 

Un afluent major este vena hemiazygos, o structură similară pe partea opusă a coloanei vertebrale. Alți afluenți includ venele bronșice, venele pericardice și venele intercostale posterioare drepte. Comunică cu plexurile venoase vertebrale . 

Originea și cursul anatomic al venei azygos sunt destul de variabile. De obicei, în partea dreaptă a corpului există o venă singulară azygos. Cu toate acestea, vena azygos este localizată ocazional în linia mediană sau două vene independente pot fi prezente în dezvoltarea embrionară timpurie. 

Vena azygos începe în general de la nivelul vertebrelor lombare, dar poate avea originea deasupra punctului, în unele cazuri. Aspectul lombar al venei azygos poate urca anterior vertebrelor lombare și poate trece în spatele crustei drepte a diafragmei sau poate traversa hiatusul aortic (unde aorta străpungea diafragma) în dreapta cisternei chyli, un sac limfatic dilatat. Trunchiul comun al venei lombare ascendente drepte și a venei subcostale drepte se alătură venei azygos anterioare în apropierea corpului vertebrei  T12. Cu toate acestea, dacă segmentul lombar este absent, acest trunchi poate forma vena azygos. 

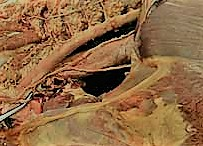
Structura și localizarea venei azygos

Vena azygos se dezvoltă prin drenarea inițială către vena cardinală posterioară și apoi către canalul venos longitudinal. În urma retrogresiei venei cardinale comune stângi, vena azygos stângă pierde contactul cu vena cardinală posterioară. Astfel, sângele se varsă în linia azygos dreaptă. 

## Fiziologie
Sistemul de vene azygos este considerat a fi vena azygos, împreună cu omologii săi stângi, vena hemiazygos și vena accesorie hemiazygos . De asemenea, creează o anastomoză cavo-caval, oferind un flux sanguin alternativ, colateral, din jumătatea inferioară a corpului spre vena cavă superioară, ocolind vena cavă inferioară. Aceasta poate avea o semnificație clinică în orice restricție a fluxului sanguin al venei cave inferioară. 

## Semnificație clinică
Anomaliile venei azygos pot fi observate pe radiografia toracică prin mărirea umbrei azygos la mai mult de 1 cm. Apariția fals pozitivă poate apărea în insuficiență cardiacă provocând presiuni crescute pe partea dreaptă a inimii sau limfadenopatie adiacentă.  Continuarea venei azygos și a venei hemiazygos către vena cavă inferioară nu este frecventă în viața de zi cu zi. Este foarte greu de observat, în special atunci când nu este asociat cu boli cardiace congenitale sau tromboză venoasă profundă. Astfel, este crucială diagnosticarea venei azygos lărgite la confluența cu vena cavă superioară și în spațiul retrocrural pentru a preveni diagnosticarea greșită ca masă paratraheală dreaptă. Pierderea segmentului intrahepatic al venei cave inferioare, cu continuarea venei azygos și a venei hemiazygos se întâmplă la 0,6% dintre pacienții diagnosticați pentru boală cardiacă congenitală și apare de obicei simultan cu situs inversus, asplenie sau polisplenie, vena cavă superioară stângă persistentă și sindromul venolobar pulmonar congenital. Continuarea venei azygos și a venei hemiazygos către vena cavă inferioară este rară, mai ales atunci când nu este asociat cu boli cardiace congenitale. 

## Istorie
Rădăcina greacă zyg se referă la o pereche. „A-” înseamnă că nu . Astfel, azygos înseamnă nepereche. Vena azygos nu este împerecheată, deoarece există doar una în corp, mai ales pe partea dreaptă. Deși există vena hemiazygos și accesoriul acesteia pe partea stângă a corpului, ei sunt considerați afluenți ai venei azygos decât echivalentul său stâng. 

Această terminologie este exactă doar la unele specii, precum omul, câinele și pisica. Rumegătoarele (cum ar fi oile și vacile) au vene azygos pereche. 

## Imagini suplimentare

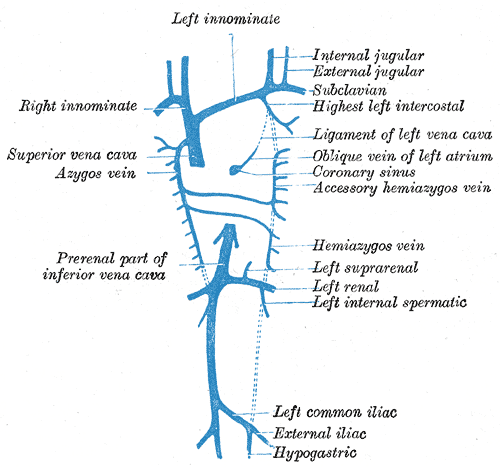
[en→ro]Diagram showing completion of development of the parietal veins.
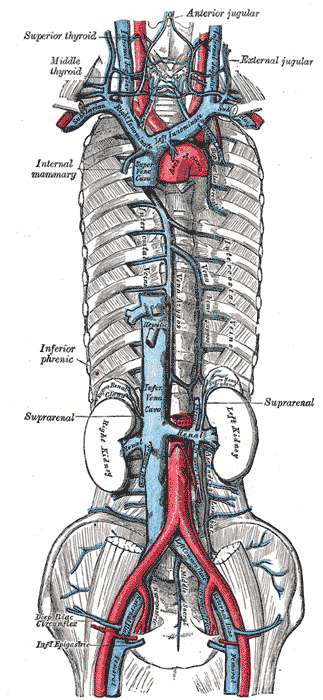
[en→ro]The venæ cavæ and azygos veins, with their tributaries.
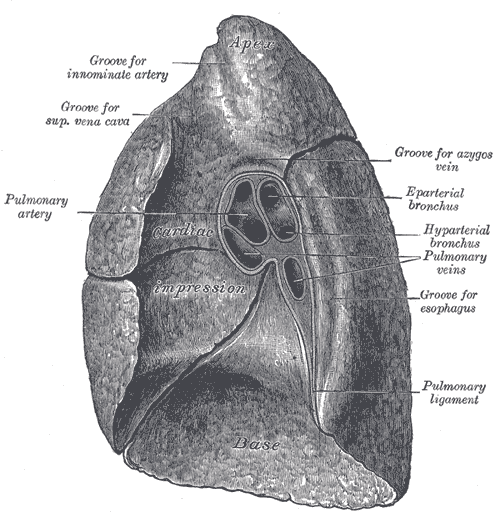
[en→ro]Mediastinal surface of right lung.
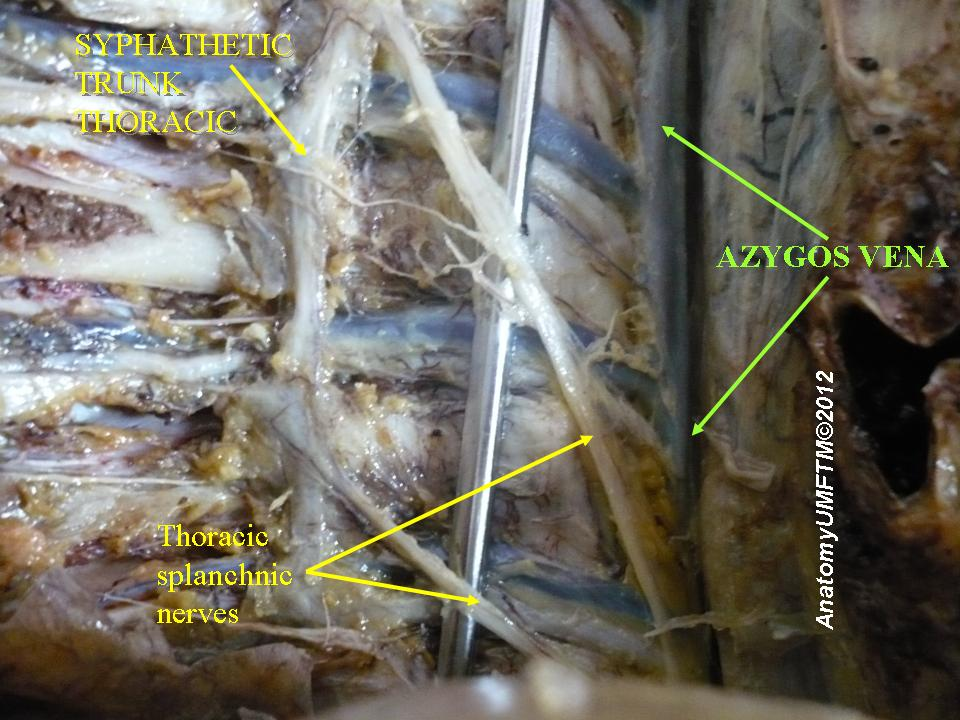
[en→ro]Azygos vein
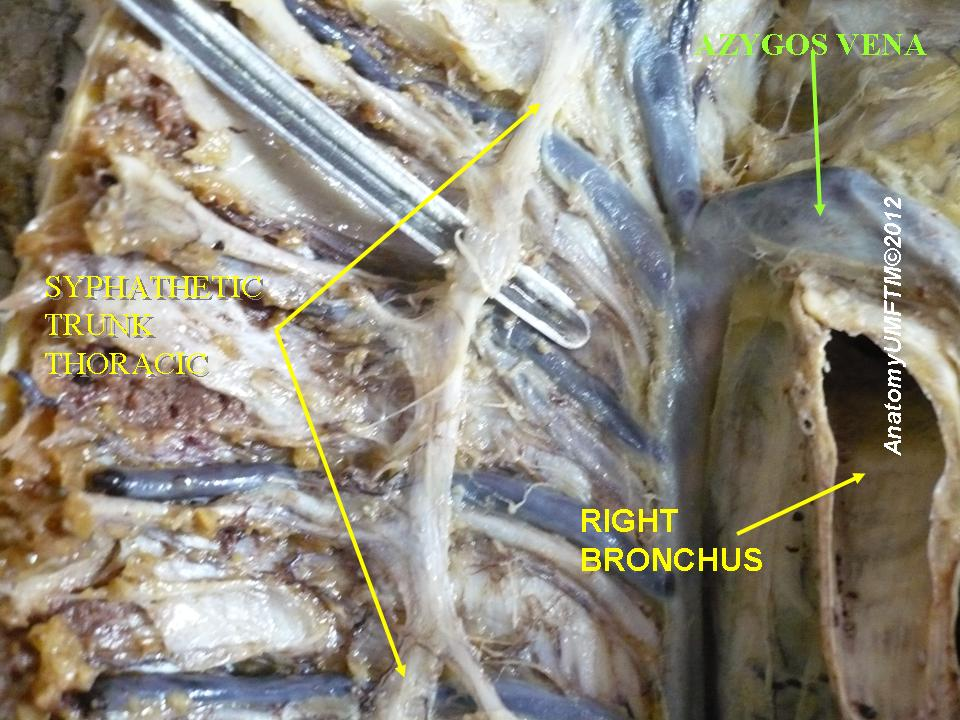
[en→ro]Azygos vein
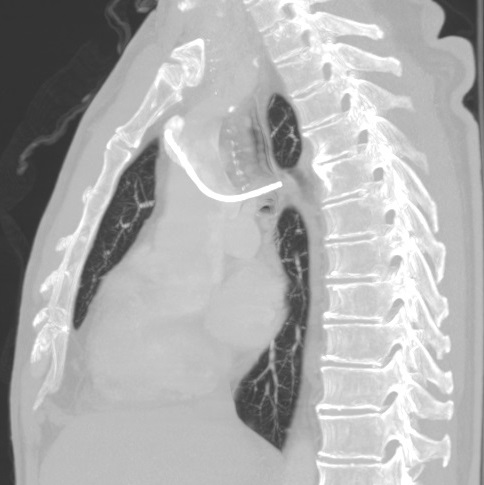
[en→ro]CT scan showing a port whose tip goes into the azygos vein.